# Algonquin (Schiff, 1944)
HMCS Algonquin (R17) war ein Zerstörer der Royal Canadian Navy, der 1943 mit seiner Indienststellung übernommen und umbenannt wurde. Der Zerstörer der S- bis W-Klasse der Royal Navy war als HMS Valentine (R17) gebaut worden. Im Zweiten Weltkrieg wurde die Algonquin mit den Battle Honours „Norway 1944“, „Normandy 1944“ und „Arctic 1944/45“ ausgezeichnet. Für einen geplanten Einsatz im Pazifik wurde das Schiff nicht rechtzeitig einsatzbereit.
1950 bis 1953 wurde die Algonquin zu einer U-Boot-Abwehr-Fregatte umgebaut. Der Umbau folgte den Plänen der Royal Navy zum Umbau von „War-Emergency“-Zerstörern zu Typ 15-ASW-Fregatten. Danach verbrachte das Schiff die meiste Zeit im Atlantik, bis es 1970 außer Dienst gestellt wurde.

## Geschichte derAlgonquin
Die Royal Canadian Navy (RCN) wollte sich umformen von einer Marine für die Sicherung von Geleitzügen gegen U-Boote in eine ausgewogenere Flotte, die allgemeinere kanadischen Interessen in einer Nachkriegszeit dienen konnte. Eine Gelegenheit ergab sich im Sommer 1943, da die Royal Navy erhebliche Personalsorgen hatte und nicht sicher war, alle Schiffe, die ab Herbst 1943 in Dienst kommen sollten, auch bemannen zu können. Auf der Quebec-Konferenz im August konnte die RCN ihren Wunsch nach größeren Schiffen für eine ausgewogenere Flotte durchsetzen: sie sollte ein oder zwei Kreuzer und zwei Flottenzerstörer bemannen. Die Schiffe sollten als Schiffe der RCN in Dienst gestellt werden. Die Royal Navy bot die vorhandenen britischen Tribal-Zerstörer Eskimo und Tartar an. Die RCN bevorzugte jedoch neue Zerstörer des War-Emergency-Typs, der ihr vielseitiger erschien und eine größere Reichweite besaß. Bedarf an zusätzlichen Zerstörern bestand wegen der Schlacht auf dem Atlantik, den dort eingetretenen Verlusten und der nicht kurzfristig zu erwartenden Fertigstellung der in Kanada im Bau befindlichen Zerstörer der Tribal-Klasse. In Würdigung des großen Einsatzes der Kanadier im Kampf auf dem Atlantik entschloss sich die Royal Navy, zwei im Bau befindliche Zerstörer der V-Gruppe zu verschenken. Man entschied sich, die kurz vor der Auslieferung stehenden Zerstörer Valentine und Vixen abzugeben, die bei John Brown & Company in Clydebank bzw. bei J. Samuel White in Cowes in der Endausrüstung waren. Sie gehörten zur V-Gruppe („8th Emergency Flotilla“), die am 1. September 1941 bestellt worden war. Die offizielle Übernahme der beiden Zerstörer erfolgte bei der endgültigen Ablieferung der Zerstörer im Februar 1944. Am 21. Februar 1944 wurde die für die RN gebaute Vixen als Sioux in Cowes übernommen und in Dienst gestellt.
Schon am 17. Februar 1944 wurde in Clydebank die Valentine als Algonquin übernommen und in Dienst gestellt. Der Zerstörer war für die Royal Navy bei John Brown als Kempenfelt am 8. Oktober 1942 begonnen worden. Schon 1942 umbenannt, lief er dann als Valentine am 2. September 1943 vom Stapel. Ihren Namen bei der RCN erhielt sie zu Ehren der kanadischen Ureinwohner (First Nations), die zur Algonquin-Sprachfamilie gehörten. Der Name sollte zu den zuletzt für Kanada gebauten Tribal-Zerstörern passen und verschleiern, dass es sich um einen abweichenden Typ handelte.
Die Bewaffnung entsprach den meisten britischen Schiffen der Kriegsbauten seit der U-Gruppe mit vier einzelnen 12,0-cm-L/45-Mk.XII-Geschützen, einer Zwillings-4,0-cm-L/58-Bofors-Flak in Hazemayer-Lafette und vier 2,0-cm-Oerlikon-Zwillings-Maschinenkanonen sowie zwei 53,3-cm-Vierlings-Torpedorohrsätzen und zwei Abwurfgestellen und vier Werfern für bis zu 130 Wasserbomben.

### Einsätze im Weltkrieg
Nach der Indienststellung verlegte die Algonquin nach Scapa Flow, wo sie zusammen mit ihrem Schwesterschiff Sioux eingefahren wurde. Beide Zerstörer wurden der britischen Home Fleet und der „26th Destroyer Flotilla“ (mit den anderen Zerstörern der V-Gruppe) unterstellt. Am 29. März 1944 verließ die Flottille Scapa Flow und gehörte ab dem 31. zur Deckungsgruppe des Nordmeergeleitzugs JW 58, zu der zwei Schlachtschiffe, zwei Flugzeugträger und vier Geleitträger, vier Kreuzer und insgesamt elf Zerstörer, darunter die beiden neuen kanadischen und drei britische Schwesterschiffe, gehörten. Ab dem 3. April sicherte die Flottille die Kampfgruppe, die das deutsche Schlachtschiff Tirpitz angriff (Operation Tungsten). Die Kampfgruppe unter Vizeadmiral Moore auf dem Schlachtschiff Anson bestand noch aus den Trägern Furious und Victorious, drei Kreuzern und fünf Zerstörern der Deckungsgruppe. Zum Angriff auf das deutsche Schlachtschiff starteten von den Trägern 41 Barracuda-Trägerbomber mit Jagdschutz durch 20 Corsairs und 20 Hellcats. Sie erzielten bei insgesamt vier Verlusten 14 Treffer. Durch den Luftangriff starben auf der Tirpitz 122 Mann, weitere 316 wurden verwundet und das Schlachtschiff war weitere drei Monate nicht einsatzbereit. Der Algonquin gelang die Rettung des Piloten einer Hellcat, die in ihrer Nähe notgelandet war. Am 26. April und 6. Mai begleitete die Algonquin britische Trägerkräfte, die deutschen Seeverkehr entlang der norwegischen Küste erfolgreich angriffen.
Dann begann für die beiden kanadischen und die anderen Zerstörer der 26th Destroyer Flotilla das Training für die Operation Neptune, den Marineteil der Landung in der Normandie. Die Flottille verlegte am 28. Mai von Scapa Flow nach Portsmouth. Algonquin und ihr Schwesterschiff Sioux gaben Feuerunterstützung im Landungsabschnitt Juno Beach, dem kanadischen Abschnitt.

#### Landung in der Normandie
Am 6. Juni 1944 zerstörte die Algonquin zuerst eine 7,5-cm-Batterie westlich von Saint-Aubin-sur-Mer (Calvados). Danach konzentrierte sie ihr Feuer auf Häuser, in denen deutsche Scharfschützen vermutet wurden. Am nächsten Morgen wurde das Feuer der Algonquin  von Heeresbeobachtern an Land gesteuert. Später konzentrierte sie ihr Feuer auf eine weiter im Inland bei Courseulles-sur-Mer gelegene 8,8-cm-Batterie, deren drei Geschütze sie außer Gefecht setzte. Den Rest des Tages sicherte der Zerstörer die Landungsflotte und wurde Ziel deutscher Luftangriffe. Am 10. Juni brachte die Algonquin den Vizeadmiral Percy W. Nelles, den Oberbefehlshaber der RCN, in die Normandie und am 18. Juni General Crerar, den Befehlshaber der kanadischen Landungstruppen, und seinen Stab nach Frankreich. Am folgenden Tag erledigte der Zerstörer einen Artillerieunterstützungs-Auftrag für die Royal Marines bei deren Angriff zwischen Ouistreham und Cabourg. Am 24. Juni beschossen die Schwesterschiffe Algonquin und Sioux eine deutsche Batterie nahe Franceville, kurz bevor sie nach Scapa Flow abgezogen wurden.

#### Einsatz im Nordmeer
Nach Rückkehr von der Invasionsfront wurde die Algonquin wieder Teil der Zerstörer der Home Fleet. Vom 9. bis 11. August 1944 gehörten Algonquin und Sioux zur Sicherung einer Trägergruppe, die den deutschen Flugplatz auf Gossen (Norwegen) angriff und den deutschen Schiffsverkehr in der Umgebung schädigte und unterband. Ab dem 15. August plante die Home Fleet einen erneuten Angriff auf die Tirpitz im Kaafjord (Operation Goodwood) und die Sicherung der gegenläufigen Nordmeergeleitzüge JW 59 und RA 59. Als am 22. August U 354 in der Angriffsgruppe unter Konteradmiral Rhoderick McGrigor den vorrangig von Kanadiern bemannten Geleitträger Nabob torpedierte, eilten die beiden kanadischen Zerstörer dem Träger zu Hilfe. Die Algonquin übernahm von der Nabob 203 Mann der Besatzung. Der schwer beschädigte Träger konnte eingebracht werden, wurde aber nicht mehr in Stand gesetzt. Der Zerstörer konnte die übernommenen Männer der Nabob an ein anderes Schiff abgeben und zum Einsatz mit der Flotte vor Norwegen zurückkehren. Auch im folgenden Monat waren beide kanadischen Zerstörer an der folgenden Geleitzugoperation JW 60 und RA 60 beteiligt.
Am 11. September nahm die Algonquin mit der Sioux an einem weiteren Trägerraid gegen den deutschen Schiffsverkehr teil und sicherte anschließend den Nachschubkonvoi JW 61 die Sowjetunion und den Rückkonvoi RA 61, bei dem zwei Transporter torpediert wurden.
Die Algonquin sicherte dann am 14./15. Oktober einen britischen Verband, der den deutschen Schiffsverkehr entlang der norwegischen Küste aus der Luft angriff und durch Luftminen nahe Frohavet behinderte. Vom 26. bis 28. Oktober gehörte der Zerstörer zur Sicherung des Flugzeugträgers Implacable bei erneuten Angriffen auf Norwegen (Operation Athletic).
In der Nacht auf den 13. November 1944 war  Algonquin Teil der Operation Counterblast mit den Kreuzern Kent und Bellona sowie den Zerstörern Myngs, Verulam und Zambesi, die durch „Ultra“-Informationen den deutschen Geleitzug KS 357 zwischen Listerfjord und Egersund angreifen konnten. Sie versenkten von vier Frachtern die Greif (998 BRT) und die Cornoualles (3324 BRT) sowie von den sechs Sicherungsbooten die beiden Minensucher M 427 und M 416 (Typ 40) und die U-Boot-Jäger UJ 1221, UJ 1223 und UJ 1713 (Typ KUJ). Die Algonquin wurde die Beteiligung an der Versenkung der drei U-Boot-Jäger sowie eines Transporters zuerkannt. Bis Ende November war die Algonquin noch an der Sicherung von zwei weiteren Trägerraids gegen Norwegen im Einsatz.
Vom 7. bis zum 14. Dezember 1944 waren die beiden kanadischen Zerstörer mit britischen Flottenverbanden im Einsatz: zuerst mit dem Flottenträger Implacable, den Geleitträgern Premier und Trumpeter, dem Kreuzer Diadem und den Zerstörern Zambesi, Zealous, Vigilant, Savage, Serapis sowie dem norwegischen Schwesterschiff Stord und dann am 14. erneut mit den beiden Geleitträgern, dem schweren Kreuzer Devonshire sowie den Zerstörern Serapis, Savage, Zealous und Zephyr weiter gegen deutsche Einrichtungen und den Schiffsverkehr im Einsatz (Operation Urbane).

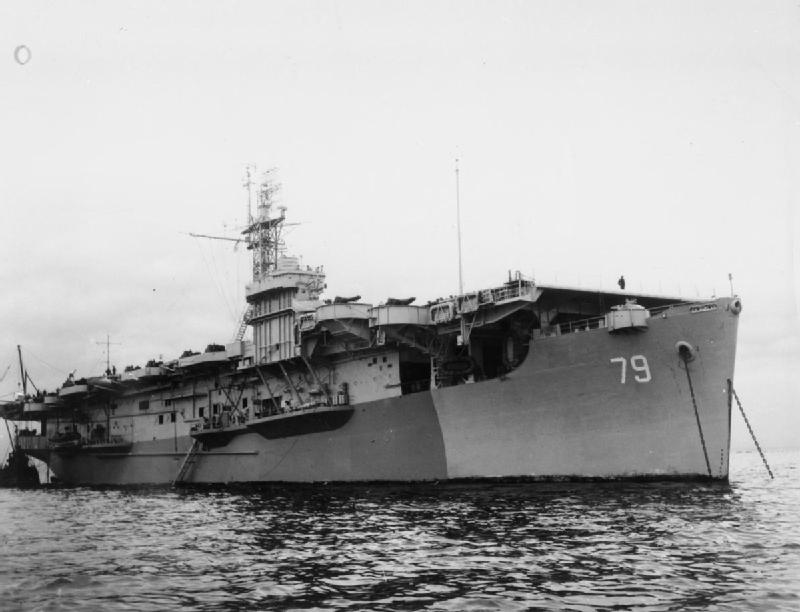
Der Geleitträger Puncher

In den ersten drei Wochen des Januar 1945 waren die beiden kanadischen Zerstörer bei der Geleitzugsicherung von JW/RA 63 im Einsatz. Der Rückmarsch wurde durch extrem schlechtes Wetter mit Windgeschwindigkeiten von über 150 km/h behindert, so dass der Konvoi erheblich verzögert erst am 21. Januar in Loch Ewe eintraf. Die beiden kanadischen Zerstörer nahmen dann erneut an Trägerangriffen gegen die norwegische Küste teil. Im Februar trafen die beiden kanadischen dann bei den Hebriden den Geleitträger Puncher, der mit einer überwiegend kanadischen Besatzung neu zur Home Fleet trat. Nach einem Getriebeschaden hatte er das Getriebe der schwer beschädigten Nabob und auch Teile von deren weitgehend kanadischen Besatzung erhalten. Die Algonquin verlegte dann ab dem 5. Februar 1945 erstmals nach Kanada.
Das Schwesterschiff Sioux blieb noch bis zum 6. April 1945 bei der britischen Home Fleet und nahm noch am den Konvoioperationen JW 64/RA 64 und JW 65/RA 65 teil. Der Zerstörer verlegte dann auch nach Halifax (Nova Scotia), um für den Einsatz bei der British Pacific Fleet (BPF) umgerüstet zu werden, der aber nicht mehr zustande kam.

#### Weitere Planungen
Die Algonquin kam nach Kanada, um in Halifax für einen künftigen Einsatz bei der British Pacific Fleet (BPF) unter tropischen Bedingungen hergerichtet zu werden. Diese Arbeiten waren im August 1945 abgeschlossen und am 12. begann die Verlegung zur BPF über das Mittelmeer und Malta. Am Tag der japanischen Kapitulation hatte der Zerstörer das östliche Mittelmeer erreicht. Nach einem kurzen Aufenthalt bis zum 3. November 1945 in Alexandria, Ägypten, verlegte das Schiff zu seinem neuen Heimathafen Esquimalt in British Columbia. Am 6. Februar 1946 wurde Zerstörer außer Dienst gestellt und der Reserve zugeteilt.
Die Sioux verlegte im November 1945 auch von Halifax zur Westküste und wurde am 27. Februar 1946 ebenfalls in Esquimalt außer Dienst gestellt.

### Modernisierung und weiterer Einsatz
Die Algonquin wurde ähnlich den Plänen für britische U-Boot-Abwehr-Fregatten vom Type 15 bei Vickers im Esquimalt modernisiert und am 25. Februar 1953 wieder in Dienst gestellt.
Die Standardverdrängung stieg nach dem Umbau auf 2240 ts, die Höchstverdrängung auf 2850 ts. Die Länge des umgebauten Zerstörers betrug 109,2 m über alles und 103,5 m zwischen den Loten, die Breite betrug 10,9 m und der Tiefgang zwischen 4,2 und 4,3 m. Die Maschinenanlage war unverändert und sollte noch eine Höchstgeschwindigkeit 36,75 kn ermöglichen. Bei einem Treibstoffvorrat von 476 t Öl konnte sie bei 20 kn 3000 Seemeilen zurücklegen.
Bewaffnet wurde das umgebaute Schiff mit einem US-amerikanischen 7,6-cm-L/50-Mk.22-Zwillingsgeschütz auf der Back und einem 10,2-cm-L/45-Mk.19-Zwillingsgeschütz auf dem Achterdeck. Dazu fügte das Schiff über zwei 4,0-cm-L/60-Mk.9-Einzelgeschütze und zwei Dreifach-30,5-cm-Limbo-Mk.10-U-Jagdwerfer. Die oberhalb der Wasserlinie nahezu vollständig erneute Algonquin verfügte über eine umfangreiche Radar- und Sonar-Anlage und wurde mit einer Besatzung von 195 Mann eingesetzt. Das neue amerikanische Buggeschütz und der vordere Brückenteil entsprachen weitgehend den im Bau befindlichen neuen Fregatten.
Das umgebaute Schiff wurde nicht vor Korea eingesetzt, sondern verlegte im Sommer zur kanadischen Basis Halifax an der Atlantikküste, wo es 14 Jahre verblieb und mit Kanadas NATO-Partnern übte.
Als am 10. November 1953 die „First Canadian Escort Squadron“ als Teil des „Atlantic Command“ aufgestellt wurde, wurde die umgebaute Algonquin das Flaggschiff des Geschwaders. Dieses bildeten anfangs Algonquin und die Fregatten Lauzon, Prestonian (später die norwegische Draug) und Toronto (später Garm) der Prestonian-Klasse. Im September nahm die First Canadian Escort Squadron an den NATO-Übungen „New Broom II“ und im Oktober „Morning Mist“ teil, um dann noch eine zweimonatige Übungsfahrt mit etlichen Hafenbesuchen im Mittelmeer anzuhängen. Am 10. Dezember 1954 begann die Rückfahrt nach Kanada. Im Januar 1958 kollidierte die Algonquin während einer Übung des Geschwaders im Atlantik mit der Nootka der First Canadian Escort Squadron. Im Dezember 1959 nahm der umgebaute Zerstörer an einem sechswöchigen Einsatz mit NATO-Übungen zusammen mit dem Flugzeugträger Bonaventure sowie den Zerstörern Iroquois, Athabaskan und dem nicht umgebauten Schwesterschiff Sioux teil, der von schweren Stürmen gestört wurde.
Im April 1963 nahmen zwölf kanadische Schiffe (neben Algonquin, die Zerstörer Micmac und Cayuga sowie die neueren St. Croix, Terra Nova, Kootenay der Restigouche-Klasse, die Fregatten Swansea, La Hulloise, Buckingham der Prestonian-Klasse, das Werkstattschiff Cape Scott sowie die Hilfsschiffe Bluethroat und St. Charles) an der NATO-Übung „New Broom Eleven“ teil, in der die Verteidigung eines Konvois überprüft wurde. Im Oktober 1963 nahm Algonquin neben Bonaventure, Cayuga, Micmac und der neuen Saskatchewan der Mackenzie-Klasse an einer weiteren NATO-Übung teil, bei der alle beteiligten Einheiten erhebliche Seeschäden im Atlantik erlitten.
Die Algonquin kehrte 1967 an die Westküste nach Esquimalt zurück und wurde am 1. April 1970 endgültig außer Dienst gestellt. Sie wurde zum Abbruch verkauft und 1971 in Taiwan verschrottet.

## SchwesterschiffSiouxund zwei weitere Zerstörer
Zusammen mit der Algonquin übernahm die Royal Canadian Navy 1944 mit der Sioux einen zweiten Zerstörer der V-Gruppe. 1945 erwarb die RCN noch zwei ähnliche Zerstörer der „14th Emergency Flotilla“ der schon am 12. September 1942 bestellten Cr-Gruppe. Von den vier Zerstörern wurden die Algonquin und die Crescent ähnlich der britischen Typ-15-Zerstörer in den 1950er-Jahren zu U-Jagd-Fregatten umgebaut.
| Name     | Werft                              | Kiellegung         | Stapellauf         | in Dienst          | Verbleib                                                                           |
| -------- | ---------------------------------- | ------------------ | ------------------ | ------------------ | ---------------------------------------------------------------------------------- |
| Sioux    | J. Samuel White, Cowes             | 31. Oktober 1942   | 14. September 1943 | 5. März 1944       | 30. Oktober 1963 außer Dienst gestellt, 1965 Abbruch in La Spezia                  |
| Crescent | John Brown & Co. Clydebank, BN°607 | 16. September 1943 | 20. Juli 1944      | 10. September 1945 | 1953–1955 Umbau ähnlich Typ 15, 1. April 1970 außer Dienst, 1971 Abbruch in Taiwan |
| Crusader | John Brown & Co, Clydebank, BN°608 | 15. November 1943  | 4. Oktober 1944    | 26. November 1945  | 15. Januar 1960 außer Dienst gestellt, 1964 verschrottet                           |

.